# ألان بانجز
ألان بانجز (بالألمانية: Alan Bangs)‏ هو مقدم تلفزيوني وصحفي ألماني، ولد في 10 يونيو 1951 في لندن الكبرى في المملكة المتحدة.

## وصلات خارجية
- ألان بانجز على موقع IMDb (الإنجليزية)
- ألان بانجز على موقع ميوزك برينز (الإنجليزية)
- ألان بانجز على موقع ديسكوغز (الإنجليزية)
- ألان بانجز على موقع كينوبويسك (الروسية)